# Frédérick Roy
Pour l’article homonyme, voir Roy.
Frédérick Roy, aussi appelé Frédérick Piuze-Roy (né le 26 février 1991 à Montréal) est un joueur canadien de hockey sur glace. Il est le fils de Patrick Roy et le frère de Jonathan Roy.

## Biographie
Après s'être aligné durant deux saisons avec le Blizzard du Séminaire Saint-François, club de la Ligue de hockey midget AAA, Roy rejoint les Remparts de Québec de la LHJMQ dirigé par son père, où il reste durant quatre saisons. Il a reçu le trophée Guy-Carbonneau en 2012 pour avoir été sélectionné le meilleur attaquant défensif de la LHJMQ.
Non réclamé par un club de la LNH à l'occasion du repêchage, il s'entend à titre d'agent libre avec les Sabres de Buffalo le 19 juillet 2012. Roy rejoint alors le club affilié aux Sabres dans la Ligue américaine de hockey, les Americans de Rochester.
Le joueur de centre participe à la Coupe Spengler 2013 avec les Americans, il ne récolte aucun point pour 29 minutes de punition en trois rencontres. Au terme de la saison 2013-2014 son contrat avec les Sabres n'est pas renouvelé et Roy devient agent libre. Il annonce son retrait de la compétition le 30 octobre 2014.

## Statistiques
| Saison       | Équipe                               | Ligue          |     | Saison régulière | Saison régulière | Saison régulière | Saison régulière | Saison régulière |    | Séries éliminatoires | Séries éliminatoires | Séries éliminatoires | Séries éliminatoires | Séries éliminatoires |
| Saison       | Équipe                               | Ligue          | PJ  | B                | A                | Pts              | Pun              | PJ               | B  | A                    | Pts                  | Pun                  |                      |                      |
| 2006-2007    | Blizzard du Séminaire Saint-François | MAAA           | 44  | 3                | 10               | 13               | 38               | 18               | 1  | 4                    | 5                    | 32                   |                      |                      |
| 2007-2008    | Blizzard du Séminaire Saint-François | MAAA           | 41  | 17               | 31               | 48               | 80               | 17               | 12 | 15                   | 27                   | 22                   |                      |                      |
| 2007-2008    | Remparts de Québec                   | LHJMQ          | 5   | 0                | 0                | 0                | 0                | -                | -  | -                    | -                    | -                    |                      |                      |
| 2008-2009    | Remparts de Québec                   | LHJMQ          | 50  | 7                | 17               | 24               | 62               | -                | -  | -                    | -                    | -                    |                      |                      |
| 2009-2010    | Remparts de Québec                   | LHJMQ          | 4   | 2                | 4                | 6                | 5                | -                | -  | -                    | -                    | -                    |                      |                      |
| 2010-2011    | Remparts de Québec                   | LHJMQ          | 65  | 26               | 32               | 58               | 58               | 18               | 8  | 11                   | 19                   | 20                   |                      |                      |
| 2011-2012    | Remparts de Québec                   | LHJMQ          | 64  | 27               | 65               | 92               | 88               | 11               | 2  | 10                   | 12                   | 6                    |                      |                      |
| 2012-2013    | Americans de Rochester               | LAH            | 64  | 8                | 2                | 10               | 62               | -                | -  | -                    | -                    | -                    |                      |                      |
| 2013         | Americans de Rochester               | Coupe Spengler | 3   | 0                | 0                | 0                | 29               | -                | -  | -                    | -                    | -                    |                      |                      |
| 2013-2014    | Americans de Rochester               | LAH            | 53  | 8                | 4                | 12               | 124              | 2                | 1  | 0                    | 1                    | 2                    |                      |                      |
| 2014-2015    | Stingers de Concordia                | U Sports       | 0   | 0                | 0                | 0                | 0                | -                | -  | -                    | -                    | -                    |                      |                      |
| 2015-2016    | Stingers de Concordia                | U Sports       | 23  | 10               | 12               | 22               | 48               | -                | -  | -                    | -                    | -                    |                      |                      |
| 2018-2019    | Assurancia de Thetford               | LNAH           | 4   | 1                | 2                | 3                | 0                | -                | -  | -                    | -                    | -                    |                      |                      |
| Totaux LAH   | Totaux LAH                           | Totaux LAH     | 117 | 16               | 6                | 22               | 186              | 2                | 1  | 0                    | 1                    | 2                    |                      |                      |
| Totaux LHJMQ | Totaux LHJMQ                         | Totaux LHJMQ   | 188 | 62               | 118              | 180              | 213              | 29               | 10 | 21                   | 31                   | 26                   |                      |                      |

## Palmarès
- Récipiendaire du trophée Guy-Carbonneau de la LHJMQ, remis au meilleur attaquant défensif, en 2012[3]
- Nommé dans la première équipe d'étoiles de la LHJMQ en 2012.

## Transactions en carrière
- Repêchage 2007 de la LHJMQ : réclamé par les Remparts de Québec (4e choix de l'équipe, 63e au total).
- 19 juillet 2012 : signe à titre d'agent libre un contrat de deux saisons avec les Sabres de Buffalo.
- 30 octobre 2014 : annonce son retrait de la compétition.